# Prospection au sol
La prospection au sol, appelée également prospection pédestre, est une méthode d'investigation archéologique consistant à repérer sur le sol en marchant d'éventuels indices archéologiques.
Outre les archéologues, d'autres professions prospectent : il peut s'agir des géologues engagés par des entreprises minières, afin de localiser certains gisements par des indices géologiques superficiels ; de naturalistes observant une zone à la recherche d'indices utiles en botanique, zoologie, minéralogie, etc.

## Prospection pédestre archéologique
Développé et théorisé depuis plusieurs décennies par les archéologues britanniques, ce field survey permet de repérer à la fois des sites archéologiques, mais aussi de retracer l'occupation du sol à grande échelle. Le pointage au GPS des coordonnées des concentrations permet de réaliser une carte de répartition des vestiges à l'échelle d'un village ou d'un canton. Le matériel archéologique lui-même est soit entièrement collecté au fur et à mesure, soit prélevé en partie : c'est alors ce que l'on appelle de l'échantillonnage. Aujourd'hui, en zone rurale, la prospection constituerait l'étape préliminaire à toute fouille archéologique.
La prospection la plus efficace se fait dans les zones cultivées, particulièrement après un labour suivi d'une pluie, celle-ci ayant lessivé et tassé les sédiments. Les éléments archéologiques intéressants ramenés au jour (tessons de poterie, tesselles de mosaïque, fragments de tuiles, monnaies, charbons de bois, éclats de pierres taillées, etc.) sont alors bien visibles, lavés par la pluie.
En France, la prospection est officiellement considérée comme une opération archéologique à part entière, régie par le Livre V du code du patrimoine : elle est donc soumise à autorisation des services compétents du Ministère de la Culture comme toute fouille.